# بيغ فوت (شركة)
شركة بيغ فوت الطبية الحيوية(بالإنجليزية: Bigfoot Biomedical)، هي شركة ناشئة في مجال التكنولوجيا الطبية، يقع مقرها في كاليفورنيا. أسسها جيفري بروير وبريان مازليش ولين ديسبورو.

## التاريخ
بدأت الشركة عام 2011، عندما تم تشخيص ابن المؤسس بريان مازليش بمرض السكري من النوع الأول. طوّر مازلش خوارزمية تحكم لقيادة أول جهاز آلي للبنكرياس لزوجته وابنه. في أواخر عام 2014، انضم مازلش إلى بروير وديسبروف لتشكيل شركة بيغ فوت الطبية  الحيوية (Bigfoot Biomedical)من أجل توسيع نطاق التكنولوجيا وتسويقها.
في يونيو 2017 ، انضم فريق من Patients Pending LTD، صانعي قلم الأنسولين الذكي، إلى (Bigfoot Biomedical) لقيادة تطوير حل القلم الذكي للأشخاص الذين يستخدمون العديد من الحقن اليومية لإدارة مرض السكري.